# Луси (аустралопитекус)
Луси је познатији назив за фосил аустралопитекуса АЛ 288-1, који чини неколико стотина комада костију или 40% женског скелета врсте аустралопитекус афаренсиса. Луси је пронађена у новембру 1974. године. Њени остаци важе за једно од највећих археолошких открића у свету. Претпоставља се да је стара око 3,2 милиона година. Ово није ни први ни најстарији фосил, али је међу најпотпунијим, будући да је готово 40% скелетне грађе очувано. Сматра се да је Луси најстарији пронађени фосил одрасле жене.

## Откриће
У провинцији Афар у Етиопији палеонтолог са америчког Аризона Универзитета Доналд Јохансон (енгл. Donald Johanson) започео је ископавања још 1973. године, у околини села Хадар, које је познати археолошки локалитет. Овде је пронађена индивидуа АЛ 129-1, за коју се сматра да припада првим хоминидима који су ходали усправно. Пред крај прве сезоне ископавања, 24. новембра 1974. поред реке Аваш, Дон Јохансон је открио остатке хоминида АЛ 288-1, који је добио надимак Луси, по у то време веома популарној песми Битлса "Луси на небу са дијамантима" (енгл. "Lucy in the Sky with Diamonds").

## Карактеристике
Луси је била тешка око 27 килограма, висока око једног метра, запремине мозга између 375 и 500 cm³ и ходала је усправно. Луси је „доказала“ да је човек прво проходао усправно, па тек онда развио велики мозак.